# Donata
Donata je  žensko osebno ime.

## Izvor imena
Ime Donata je različica moškega osebnega imena Donat.

## Pogostost imena
Po podatkih Statističnega urada Republike Slovenije je bilo na dan 31. decembra 2007 v Sloveniji število ženskih oseb z imenom Donata: 17.

## Osebni praznik
V koledarju je ime Donata zapisano skupaj z imenom Donat.